# Donhierro
Donhierro es un municipio de España, en la provincia de Segovia en el territorio de la Campiña Segoviana, comunidad autónoma de Castilla y León. Limita con la provincia de Ávila, en las proximidades de Arévalo. Tiene una superficie de 17.22 km² y está situado cerca del río Adaja.

## Geografía

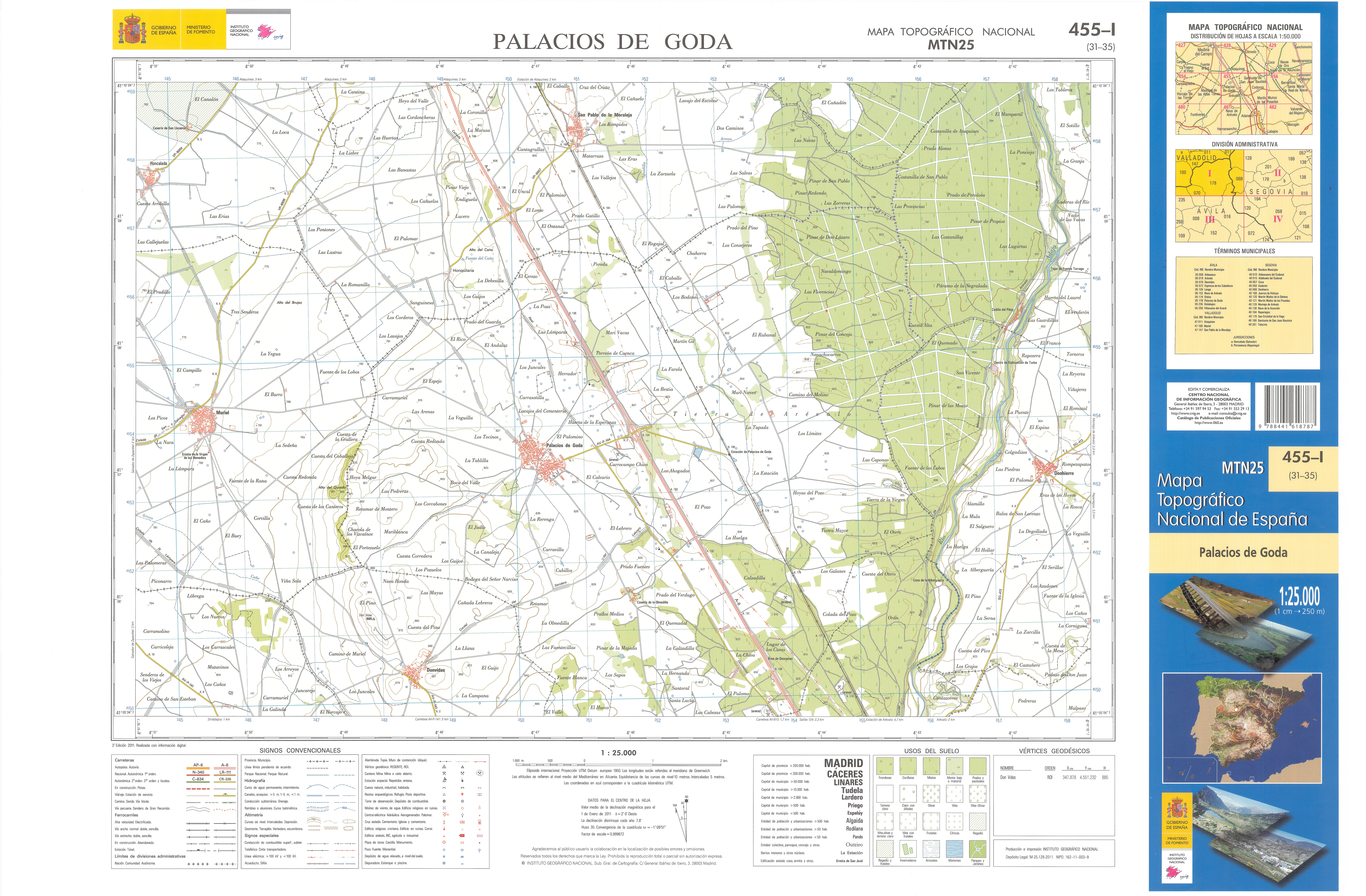
Fragmento de la hoja 455 del Mapa Topográfico Nacional de España de 2011 en el que se representa parte de Donhierro

| Noroeste: Montejo de Arévalo    | Norte: Montejo de Arévalo      | Noreste: Montejo de Arévalo    |
| Oeste: Palacios de Goda (Ávila) |                                | Este: San Cristóbal de la Vega |
| Suroeste: Arévalo (Ávila)       | Sur: Martín Muñoz de la Dehesa | Sureste: Rapariegos            |

## Historia
A mediados del siglo XIII el lugar es mentado con Don Fierro, haciendo referencia a un repoblador de ese nombre, que posiblemente fue de origen riojano o vasco.
Englobado dentro de la Comunidad de villa y tierra de Arévalo dentro del Sexmo de la Vega.
Hasta 1833 estaba englobado en la provincia de Ávila y tras la división provincial de Javier de Burgos, Donhierro pasa a pertenecer a la provincia de Segovia junto con el resto de las aldeas que constituían el sexmo de la Vega.
Dentro de su término existieron otros dos poblados hoy desaparecidos:
- Botalhorno[nota 1]
- Salvador de Cuéllar, algo más de 2 km al E/NE  41°07′25″N 4°40′38″O / 41.12361, -4.67722

## Demografía
Cuenta con una población de 75 habitantes (INE 2024).
| Gráfica de evolución demográfica de Donhierro entre 1842 y 2021                                                       |
| |
| Población de derecho según los censos de población del INE. Población de hecho según los censos de población del INE. |

## Administración y política
| Periodo   | Nombre                             | Partido   |
| --------- | ---------------------------------- | --------- |
| 1979-1983 | José Luis Gutiérrez Martín         | UCD       |
| 1983-1987 | José Luis Gutiérrez Martín         | AP-PDP-UL |
| 1987-1991 | José Luís Gutiérrez Martín         | PDP       |
| 1991-1995 | Fausto Gutiérrez Esteban           | PSOE      |
| 1995-1999 | José Antonio Valero Arroyo         | PP        |
| 1999-2003 | Jesús Hurtado Rodríguez            | PP        |
| 2003-2007 | Jesús Hurtado Rodríguez            | PP        |
| 2007-2011 | Jesús Hurtado Rodríguez            | PP        |
| 2011-2015 | Francisco Javier Hurtado Velázquez | PP        |
| 2015-2019 | Francisco Javier Hurtado Velázquez | PP        |
| 2019-2023 | Francisco Javier Hurtado Velázquez | PP        |
| 2023-act. | Francisco Javier Hurtado Velázquez | PP        |

## Cultura

### Patrimonio

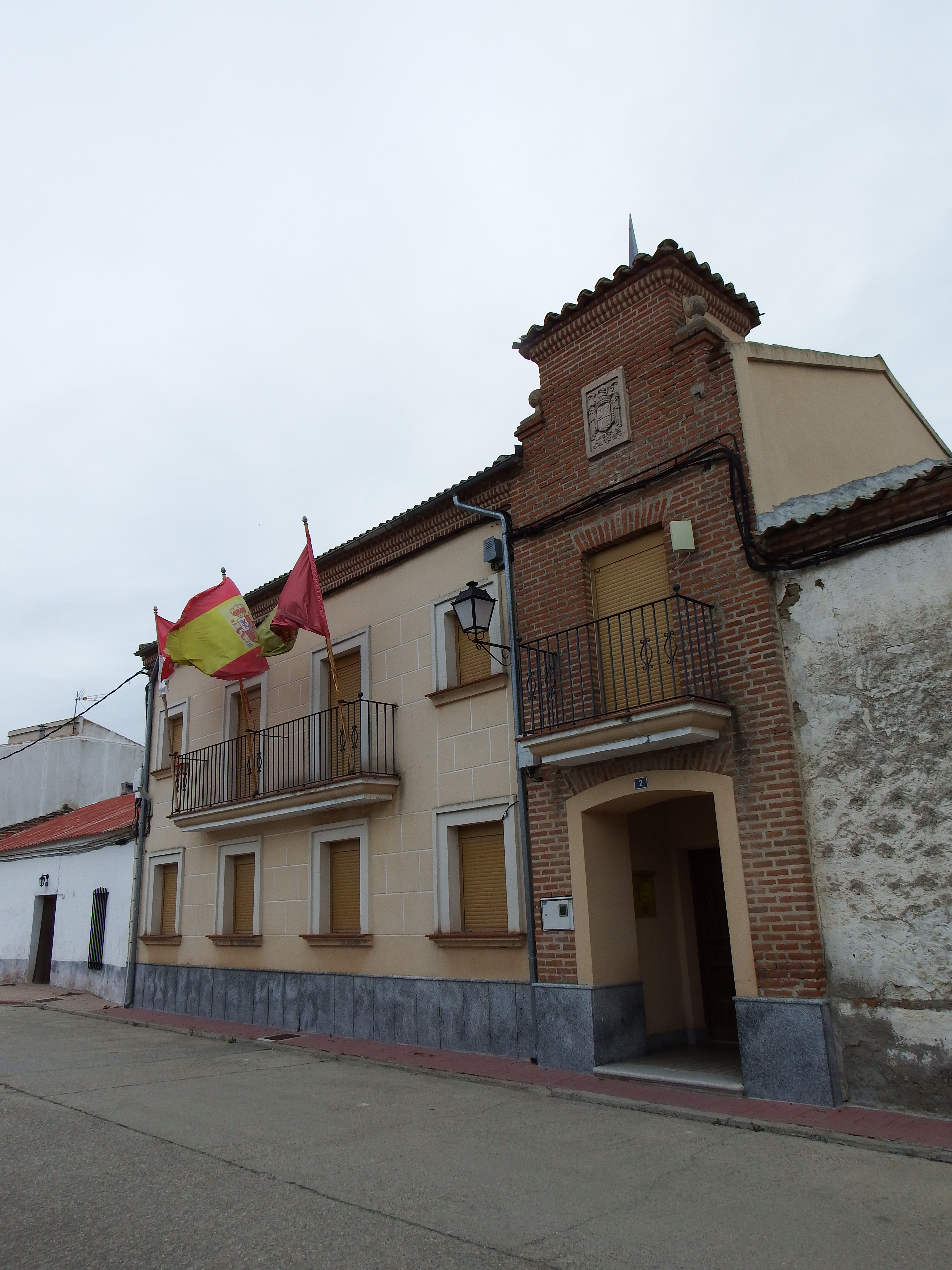
Casa consistorial

- Iglesia Parroquial de San Lorenzo: Es un bello edificio barroco, construido en ladrillo y tapial, que se adorna con una espadaña de dos cuerpos situada a los pies del templo, y que reparte su planta en una sola nave con dos capillas laterales a ambos lados del presbiterio y teniendo cúpula sobre el crucero. El santo patrón San Lorenzo preside el retablo mayor acompañado por San Isidro y San José. En las capillas laterales se encuentran las imágenes de la Virgen del Rosario y un Cristo crucificado de gran antigüedad flanqueadas por el Sagrado Corazón de Jesús y la Inmaculada Concepción de María.

### Festividades y eventos
- Patrón: San Lorenzo. 10 de agosto. Tres días de fiesta con orquestas y espectáculos varios precedidos por una semana cultural dedicada íntegramente a los más pequeños del pueblo.
- Virgen del Rosario: Pentecostés. Novenario dedicado a la Virgen y en el día de Pentecostés Misa solemne y procesión con subasta de los brazos.
- San Isidro: 15 de mayo. Misa y procesión del santo patrono de los agricultores.
- 5 de enero. Gran cabalgata de Reyes con Belén viviente.
- Viernes Santo. Procesión nocturna de la imagen de la Virgen de la Soledad con gran emotividad y devoción en el pueblo.